# Conseil pour l'orthographe allemande

L'allemand est la langue (co-)officielle (de jure ou de facto) et la langue maternelle de la majorité de la population
L'allemand est une langue co-officielle, mais n'est pas la langue maternelle de la majorité de la population
L'allemand (ou une variété d'allemand) est reconnue légalement comme minorité linguistique en le pays marqué (régions de la répartition principale sont colorées; représentée par un carré lorsque la répartition géographique est trop dispersée ou réduite pour être précisément située sur la carte)
Allemand (ou une variété d'allemand) parlé par une minorité appréciable, mais sans statut officiel

Le Conseil pour l’orthographe allemande (en allemand Rat für deutsche Rechtschreibung, prononcé [ˈʁaːt fyːɐ̯ ˈdɔʏtʃə ˈʁɛçtˌʃʁaɪbʊŋ], abrégé en RdR) est l’instance qui fait autorité en matière d’orthographe allemande. Il est un organisme interétatique, chargé de préserver l'unité de l'orthographe en langue allemande et d’actualiser les règles orthographiques.
Le Conseil se compose de 41 membres, linguistes de sept pays.

## Origine
C'est à l'été 2004 qu'un débat émerge à la suite de la  réforme de l'orthographe allemande de 1996. Le premier ministre de Basse-Saxe Christian Wulff ainsi que plusieurs journalistes se prononcent pour un retour à l'orthographe traditionnelle. Le RdR est créé à la suite de ces événements, afin de fixer une orthographe en prenant en compte les différentes opinions sur le sujet. Il succède à la commission intergouvernementale pour l'orthographe allemande. Il siège dans la ville de Mannheim.

## Répartition des membres par pays
Le conseil comprend :
- Allemagne : 18 conseillers
- Autriche : 9 conseillers
- Suisse : 9 conseillers
- Province autonome de Bolzano (Italie) : 1 conseiller
- Communauté germanophone de Belgique: 1 conseiller
- Liechtenstein : 1 conseiller
- Luxembourg : 1 observateur (sans droit de vote)

## Travaux
Le conseil publie, tous les cinq ans, un rapport de travail, par lequel il présente ses propositions d’ajustement de l’orthographe.
Après la correction des règles orthographiques du projet de 1996 et la publication de ces règles révisées en 2006, le Conseil recommanda, en 2010, la suppression des formes autorisées des mots étrangers, dont l’orthographe nouvelle représente une germanisation excessive et, en 2016, l’emploi d’une nouvelle majuscule comme pendant de la fameuse minuscule eszett (ß, ẞ).